# Toru Mateariki
Toru Mateariki, né le 2 décembre 2002 à Rarotonga aux Îles Cook, est un footballeur international cookien. Il évolue au poste d'attaquant.

## Biographie

### Carrière en club
Mateariki joue pour Nikao Sokattack depuis 2016. Cette année-là, il marque en finale du championnat des moins de 17 ans pour remporter le titre. En 2018, il joue avec l'équipe première en première division. En 2021, l'attaquant marque contre Tupapa Maraerenga lors des finales de la Cook Islands Round Cup et de la Cook Islands Cup pour être titré pendant ces deux compétitions,. L'équipe remporte également la Cook Islands Cup en 2020.

### Carrière internationale
Mateariki fait partie de l'équipe des Îles Cook pour le tour préliminaire du Championnat d'Océanie des moins de 17 ans 2017. Cependant, il ne joue aucun des trois matchs de l'équipe. Il est à nouveau sélectionné pour le tour préliminaire du Championnat d'Océanie des moins de 16 ans 2018. Le cookien transforme un penalty contre les Samoa américaines (défaite 1-3) pour le seul but de son équipe dans le tournoi,.
En mars 2022, Mateariki est inclus dans l'équipe des Îles Cook pour les éliminatoires de la Coupe du monde 2022. Le 17 mars 2022, il fait ses débuts avec les Îles Cook en tant que titulaire lors du match d'ouverture contre les Îles Salomon (défaite 0-2),.

## Vie privée
Il est le frère du footballeur Tamaiva Mateariki.